# Lengyelek
A lengyelek (lengyelül Polacy) többségükben Közép-Európában, főként Lengyelországban élő nyugati szláv népcsoport. Vallásuk túlnyomórészt katolikus. A világ öt kontinensén kiterjedt lengyel diaszpóra él (ez lengyelül a Polonia). A lengyel férfi lengyelül Polak, a nő pedig Polka.

## Történetük

### Őstörténet
Lengyelország a 10. század közepén formálódott területi  egységgé a Piast-dinasztia uralkodása alatt. A Piastok a polánok uralkodó nemzetsége volt, egyesítettek több nyugati szláv törzset – polánok, lendzianok, viszlyánok, mazurok, goplánok, pomeránok, mazóvok, szlezánok – amelyekből a lengyel nép formálódott. Ezek a törzsek a nyugati szláv nyelvek északi csoportját alkotó lechita nyelveket beszélték.

### Mai lengyelek
A lengyel alkotmány értelmében Lengyelország összes állampolgára alkotja a lengyel nemzetet. Ugyanakkor a legtöbb európai országhoz hasonlóan sokan leszűkítik a meghatározást azokra, akik anyanyelvű beszélői a lengyel nyelvnek, vagy azokra, akik osztoznak meghatározott közös tradíciókban. 

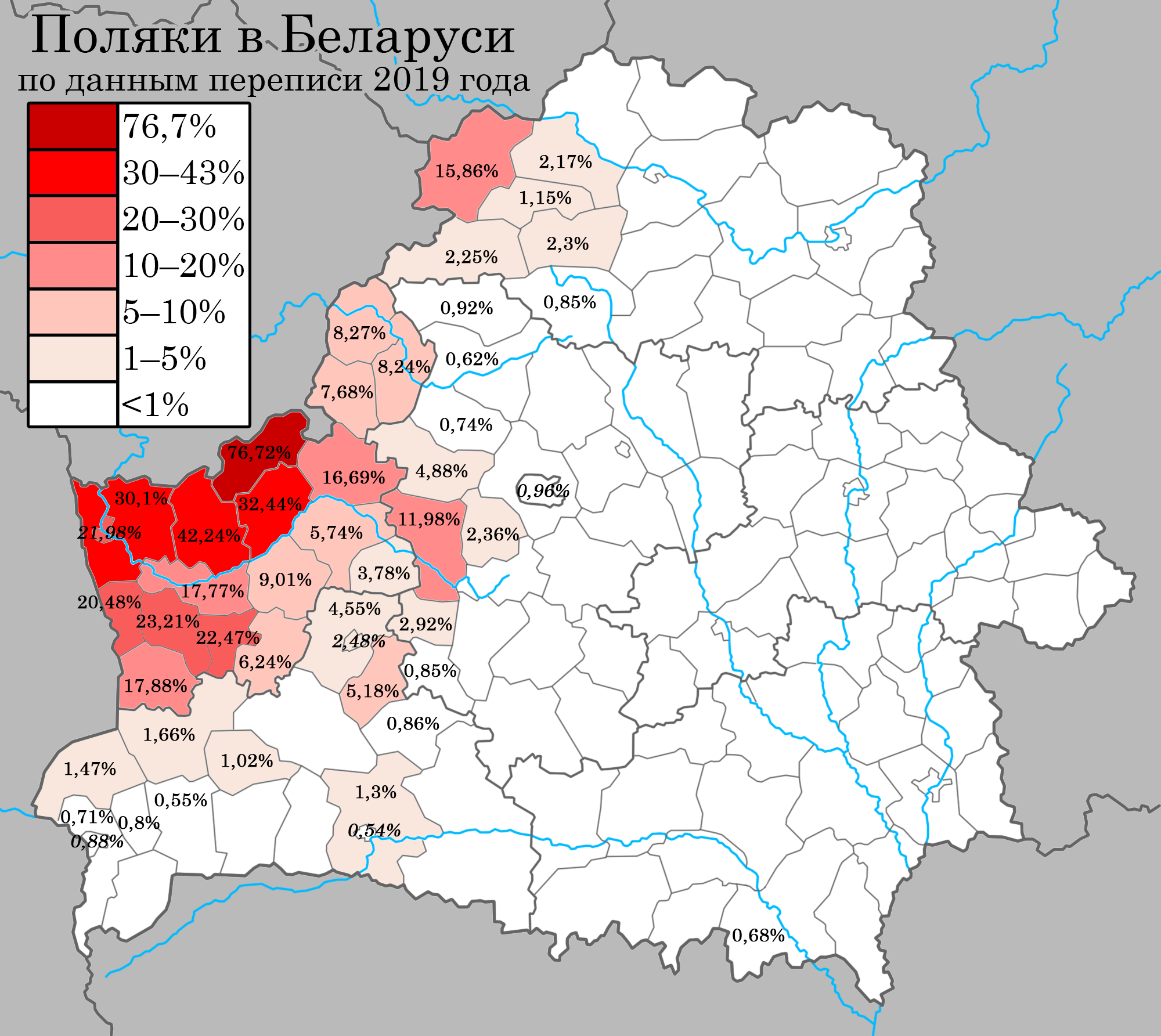
Lengyelek Fehéroroszországban 2019-ben

A határakon túl élő lengyelek számát hivatalosan 10-12 és 20 millió fő közöttire becsülik. Számottevő lengyel diaszpóra él az Egyesült Államokban, Kanadában és Brazíliában. Az Egyesült Államokban nagy számú lengyel bevándorló telepedett le Chicagóban, Detroitban, New Yorkban és Buffalóban. Az Európai Unióhoz történt csatlakozás óta jelentős számban telepedtek  le lengyelek Írországban (kb. 150 000 fő) és az Egyesült Királyságban (kb. 250 000 fő).
Litvánia és Lengyelország között évtizedek óta politikai és nemzetiségi vita van, mivel a kétszázezres litvániai lengyel kisebbségnek nem biztosítják a kétnyelvű feliratokat, akadályozzák a szabad lengyel köznevelést az iskolákban.